# Chamicuro
EL chamicuro és un idioma sud-americà latent (documentat però no utilitzat per cap parlant nadiu) que anteriorment es parlava al Perú per 2 o 8 persones. La llengua la feien servir els chamicuros que eren al voltant de cent persones. Els chamicuros viuen en un afluent del riu Huallaga, al Perú, en una zona anomenada Pampa Hermosa.
Com passa amb totes les llengües natives del Perú, el chamicuro era per defecte una llengua oficial a la zona en què es parla. Els ciutadans han creat un diccionari Chamicuro, però no hi ha nens que parlin l'idioma ja que han canviat al castellà.
Hi ha controvèrsia sobre si l'aguano és el mateix idioma, que un estudi (Ruhlen 1987) diu que ho és, cosa que és qüestionada pels chamicuros (Wise, 1987), tot i que això pot ser per raons culturals i les llengües poden ser realment intel·ligibles, però les diferents persones no es relacionen i mantenen noms i connotacions diferents entre la seva llengua o llengües.

## Fonologia
El chamicuro disposa de 4 vocals: /a, e, i, o, u/, que poden ser llargues o curtes.
|           | Bilabial | Alveolar | Palato-alveolar | Retroflexa | Palatal | Velar | Glotal |
| --------- | -------- | -------- | --------------- | ---------- | ------- | ----- | ------ |
| Oclusiva  | p        | t        |                 |            |         | k     | ʔ      |
| Africada  |          | t͡s       | t͡ʃ              | ʈʂ         |         |       |        |
| Fricativa |          | s        | ʃ               | ʂ          |         |       | h      |
| Nasal     | m        | n        |                 |            | ɲ       |       |        |
| Lateral   |          | l        |                 |            | ʎ       |       |        |
| Semivocal |          |          |                 |            | j       | w     |        |
| Vibrant   |          | ɾ        |                 |            |         |       |        |